# Localidades agotadas
Localidades agotadas fue un reality musical que se transmitió todos los sábados de 22:00 a 23:30 horas por Canal 10. Conducido por Reina Reech. El programa trata de 35 concursantes que buscan obtener un papel en la obra musical Doña flor y sus dos maridos. En total son 5 los personajes por los que lucharan los concursantes, quienes fueron divididos en 5 grupos según el personaje. Dos grupos de 10 y otros tres grupos de 5. Cada sábado, uno de los grupos luchará para no quedar nominado, y aquellos con los 3 puntuajes menores quedarán nominados y el público salvará a 2.

## Jurado
El jurado está compuesto por 4 componentes, 3 de ellos son fijos y el último es un invitado especial. Los puntajes que dan van del 1 al 10.
1- Jimmy Castilhos, famoso productor teatral, nació en Montevideo el 6 de octubre de 1971. Comienza su carrera en el mundo del espectáculo como modelo publicitario en los 90', luego se desempeña como actor durante un breve lapso conquistando varios éxitos de público. Luego se asocia con Tulipano figura del teatro y la televisión de su país conformando así la dupla Tulipano & Castilhos Productores. Juntos alcanzan el mayor suceso continuado en el mercado local que se conoce hasta ahora.Produce a Carlos Perciavalle, el rey del café concert, y se hacen amigos inseparables.Trae 2 veces a Alessandra Rampolla famosa sexóloga de Cosmopolitan, realiza varios e importantes ciclos de espectáculos en el Sheraton Hotel. Las personalidades más relevantes del teatro uruguayo se convierten en protagonistas de sus espectáculos:produce Políticamente Incorrecto de Ray Cooney con Humberto de Vargas y Eunice Castro, Intimidades Indecentes de Leylah Assunpcao, Humorum Uruguayensis con Julio Frade, Ricardo Espalter, Cacho de la Cruz, Jorge Denevi, Laura Sánchez, Gloria Demasi etc.Llegando a tener espectáculos suyos simultáneamente en todas las salas comerciales de su ciudad. El primero en realizar una gira organizada de las 19 capitales con el show unipersonal de Mi Brillante divorcio de Geraldin Aron. En 2008 es convocado por ópera Prima para desempeñarse como presidente del Jurado del reality de comedia musical televisivo de canal 10 (saeta) Localidades Agotadas, conducido por la argentina Reina Reech. En ese show alcanza popularidad como Productor mediático. Sin escándalos conocidos, se muestra siempre acompañado de las mujeres más bellas de su país, ej. Eunice Castro, Giannina Silva, Verónica lavalle, etc. En 2009 se baja de un importante proyecto, Doña Flor y sus Dos Maridos, el musical que promovía su show televisivo, por motivos desconocidos. En enero del mismo año produce La Amante Inglesa de Marguerite Duras, con Estela Medina primera actriz del Uruguay, marcando con este éxito de crítica y público un nuevo hito en su carrera internacional. Figura de la noche y la escena rioplatense, símbolo de glamour y estatus, más que del mundo del espectáculo. Su vuelta a la televisión será en un talk show en 2010.
Realizara varios estrenos en Montevideo Y Buenos Aires en 2010.
2- Verónica Lavalle (Astroanalítica)
3- Julio Frade (Profesor de canto) Estrella de la música, el teatro y la televisión.
4- Humbero de Vargas (Presentador de TV) (Invitado 1° semana)

## Concursantes

### Doña Flor
| Concursante              | Edad    | Departamento | Información |
| ------------------------ | ------- | ------------ | ----------- |
| Betina Suzacq            | 26 años | Montevideo   |             |
| Fabiana Fábregas         | 27 años | Montevideo   |             |
| Gimena Gorriarán         | 26 años | Montevideo   |             |
| Gretel Elissalde         | 34 años | Montevideo   |             |
| Laura Martinelli         | 21 años | Montevideo   |             |
| Noel Calcaterra          | 29 años | Montevideo   |             |
| Nuria Lorenzo            | 20 años | Monteivdeo   |             |
| Patricia Rovira          | 18 años | Montevideo   |             |
| Verónica Echartea Acosta | 25 años | Maldonado    |             |
| Virginia Bagnato         | 29 años | Canelones    |             |

### Hechicera
| Concursante     | Edad    | Departamento | Información |
| --------------- | ------- | ------------ | ----------- |
| Cristina Panaro | 34 años | Montevideo   |             |
| Laura Pintos    | 31 años | Montevideo   |             |
| Lorena Ifrán    | 25 años | Monteivdeo   |             |
| Maite Fojo      | 20 años | Montevideo   |             |
| Romina Smith    | 20 años | Maldonado    |             |

### Teodoro
| Concursante        | Edad    | Departamento | Información |
| ------------------ | ------- | ------------ | ----------- |
| Daniel Coito       | 29 años | Canelones    |             |
| Fernando Álvarez   | 20 años | Montevideo   |             |
| Gabriel Paz        | 42 años | Monteivdeo   |             |
| Marcelo García Bua | 32 años | Montevideo   |             |
| Uriel Barreneche   | 27 años | Montevideo   |             |

### Trovador
| Concursante       | Edad    | Departamento | Información |
| ----------------- | ------- | ------------ | ----------- |
| Álvaro Cáceres    | 28 años | Lavalleja    |             |
| Andrés Papaleo    | 21 años | Montevideo   |             |
| Carlos Rompani    | 23 años | Monteivdeo   |             |
| Florencia Pasquet | 22 años | Montevideo   |             |
| María José Badano |         | Montevideo   | NOMINADA    |
| Raúl Fagúndez     | 32 años | Montevideo   |             |
| Robert Díaz       | 23 años | Montevideo   |             |
| Santiago Strata   | 25 años | Maldonado    | NOMINADO    |
| Sebastián Bandera | 32 años | Montevideo   | NOMINADO    |
| Viviana Silva     | 20 años | Montevideo   |             |

### Vadinho
| Concursante         | Edad    | Departamento | Información |
| ------------------- | ------- | ------------ | ----------- |
| Anselmo Hernández   | 22 años | Montevideo   |             |
| David Ocampo        | 25 años | Canelones    |             |
| Ignacio Bentancourt | 20 años | Monteivdeo   |             |
| Jean Claude Pérez   | 31 años | Montevideo   |             |
| Nicolás Baladan     | 25 años | Montevideo   |             |

- Datos: Q5978209